# Гольштейн-Готторпы
Гольштейн-Готторпы или Шлезвиг-Гольштейн-Готторпы (нем. Holstein-Gottorp, или Holstein-Gottorf или Sleeswijk-Holstein-Gottorp) — немецкая герцогская династия, младшая ветвь Ольденбургской династии, правившая в части Шлезвиг-Гольштейна в 1544—1773 годах, после его раздела на три части, когда восточная часть с замком Готторп досталась сыну датского короля Фредерика I — Адольфу. Последующие представители заняли престолы под титулами Великих герцогов Ольденбургских и Королей Швеции. В 1762—1917 годах православная ветвь Гольштейн-Готторпов Гольштейн-Готторп-Романовы правила в Российской империи.  
В период с 1751 по 1818 год представители одной из ветвей династии были монархами в Швеции.
В 1761 году готторпский герцог Карл Петер Ульрих стал императором Всероссийским под именем Петра III. В связи с этим династию всероссийских императоров начиная с Петра III в специальной литературе по генеалогии и во всех императорских гербовниках именуют «Гольштейн-Готторп-Романовыми». Поэтому соединённый герб Гольштейн-Готторп-Романовых входил в Большой Герб Российской империи.
В 1773 году владения Гольштейн-Готторпов в Шлезвиг-Гольштейне были обменены на Ольденбург и Дельменхорст, что стало решением так называемого Готторпского вопроса.

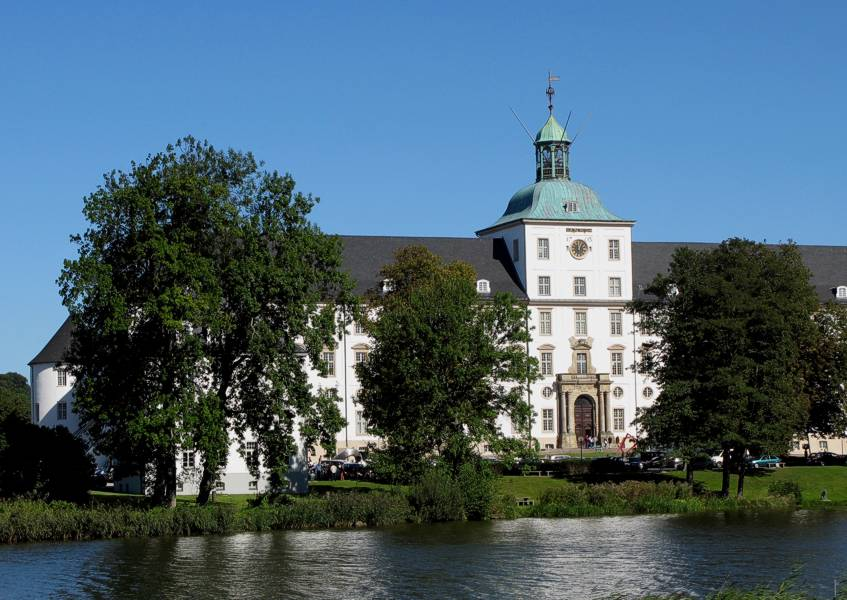
Готторп — бывшая резиденция герцогов Готторпских

## Представители династии

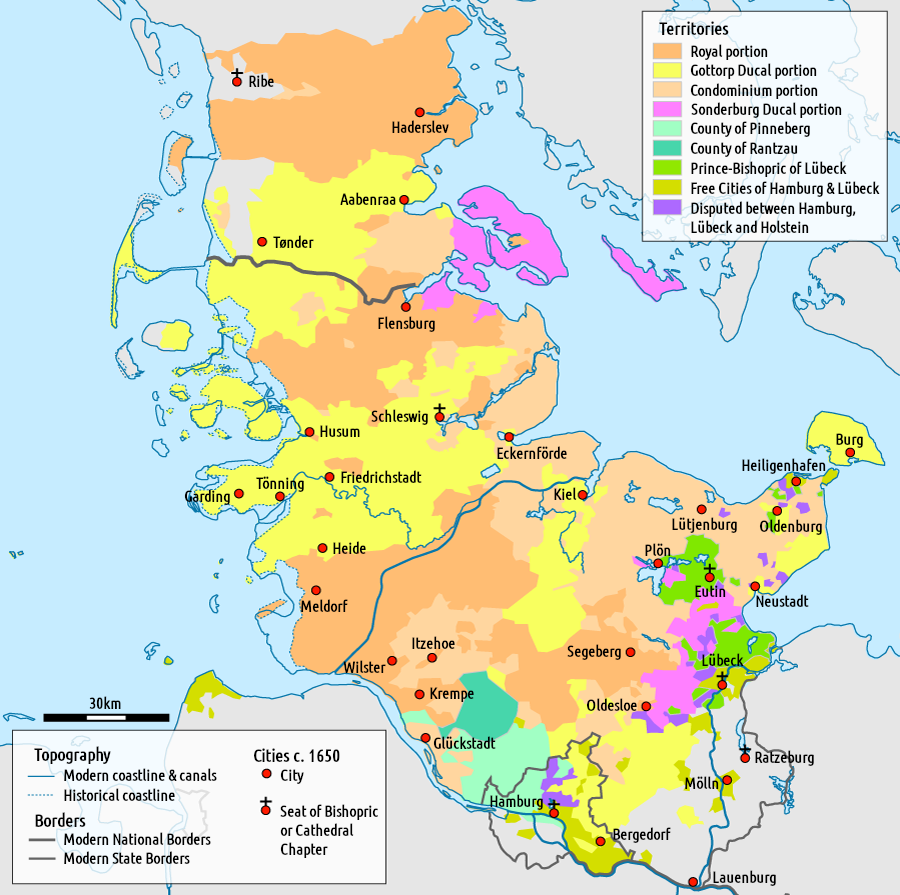
Шлезвиг-Гольштейн около 1650 года. Владения Гольштейн-Готторпов показаны жёлтым цветом

- Адольф Ольденбургский (1526—1586) герцог Готторпский
∞ Кристина Гессенская (1543—1604)
  - Фридрих II (1568—1587)
  - Филипп (1570—1590)
  - Иоганн Адольф (1575—1615)
∞ Августа Датская (1580—1639)
    - Фридрих III (1597—1659)
∞ Мария Саксонская (1610—1684)
      - Кристиан Альбрехт (1641—1695)
        - Фридрих IV (1671—1702)
∞ Гедвига София Шведская (1681—1708)
          - Карл Фридрих (1700—1739)
∞ Анна Петровна Романова Карл Петер Ульрих Гольштейн-Готторпский (император Петр III).

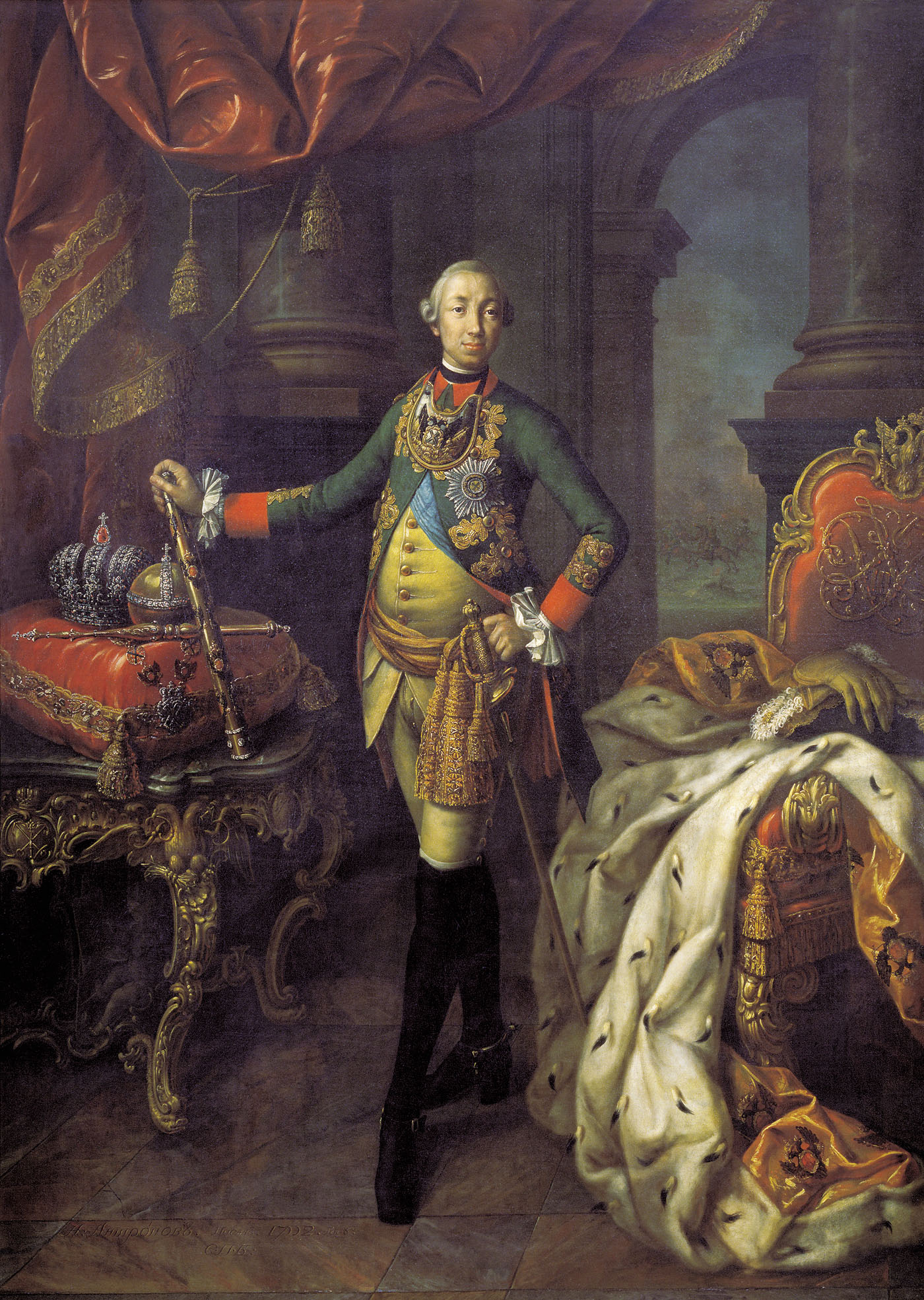
Карл Петер Ульрих Гольштейн-Готторпский (император Петр III).

            - Карл Петер Ульрих, император Пётр III —> Гольштейн-Готторп-Романовы

        - Кристиан Август (1673—1726)
          - Гедвига София (1705—1764)
          - Карл (1706—1727)
          - Анна (1709—1758)
          - Адольф Фридрих (1710—1771) с 1751 года король Швеции
∞ Ульрика Луиза Прусская (1720—1782)
            -  —> королевско-шведская линия, прекратившаяся в 1877 г. с бездетным Густавом, сыном короля Густава IV, свергнутого с престола в 1809 г.

          - Иоганна Елизавета
∞ Кристиан Август Ангальт-Цербстский
            - Софья-Августа-Фредерика, императрица Екатерина II

          - Фридрих Август (1711—1785) герцог Ольденбургский. Император Павел I отказался от титула герцога Ольденбургского в его пользу, тем самым решив Готторпский вопрос
∞ Фредерика Гессен-Кассельская
            - Пётр Фридрих Вильгельм, второй герцог Ольденбургский
            - Гедвига ∞ король Швеции Карл XIII

          - Георг Гольштейн-Готторпский (1719—1763)
∞ София Шарлотта Гольштейн-Бекская (1722—1763)
            - Пётр Фридрих Людвиг (1755—1829)
∞ Фридерика Вюртембергская
              - Август Павел Фридрих —> Великие герцоги Ольденбурга
              - Пётр Фридрих Георг
∞ Екатерина Павловна Романова —> русские Ольденбургские

  - Иоганн Фридрих (1579—1634) архиепископ Бременский
  - София (1569—1634) ∞ герцог Иоганн V Мекленбургский
  - Кристина (1573—1625) ∞ Карл IX (король Швеции)

Пётр Фридрих Людвиг после смерти Фридриха Августа был регентом при его недееспособном сыне Вильгельме, а затем унаследовал герцогскую корону. Его потомки составили династию великих герцогов Ольденбургских, тесно связанную с Россией.